# Afareo (mitología)
Afareo (Ἀφαρεύς) es un personaje de la mitología griega y rey de Mesenia. Era hijo de Perieres y Gorgófone hermano por lo tanto de Leucipo. Se desposó con su hermanastra Arene, hija de Ébalo, quien le alumbró un hijo, Piso, y también a Idas y Linceo. Otros dicen que Idas era hijo auténtico de Poseidón. En otras fuentes Piso es imaginado, en cambio, como hijo de Perieres. Algunos llaman a su esposa como Polidora o Laocoosa, de las que nada más se sabe. De Afareo también proviene el patronímico de Afaridas o Afarétidas, con el que usualmente se refiere a Idas y Linceo. Se dice que tras la muerte de Perieres tanto Afareo como Leucipo heredaron el trono, pero que Afareo ejercía más poder sobre él. Afareo fundó la ciudad de Arena, en honor a su esposa Arene. Cuando Hipocoonte usurpó el trono en Esparta, Tindáreo huyó a la corte de su hermano Afareo en Mesenia. Este lo asentó en la ciudad de Talama, donde le nacieron hijos. Afareo también recibió en su palacio a su primo Neleo, que había sido expulsado de Yolco por Pelias, y le asignó una extensión de tierra en la parte marítima de Mesenia, donde la ciudad principal era Pilos. De la misma manera, Afareo también recibió en Arene al exiliado Lico, hijo de Pandión que se encontraba huyendo de su hermano Egeo en Atenas. Para agradecer su hospitalidad Lico le reveló los ritos de Deméter a Afareo y su familia. Tras la muerte de sus hijos en la disputa con los Dioscuros, el trono de Mesenia cayó en manos del hijo de Neleo, Néstor, rey de Pilos. Durante la guerra de Troya Néstor gobernaba sobre la parte que le correspondería a Idas, pero estaba separada de la ciudad mesenia de Trica, que estaba acaudillada por los hijos de Asclepio, Macaón y Podalirio.
| Predecesor: Perieres | Reyes de Mesenia | Sucesor: Néstor |